# Onthophagus schillhammeri
Onthophagus schillhammeri es una especie de insecto del género Onthophagus, familia Scarabaeidae, orden Coleoptera.

Fue descrita científicamente por Kabakov en 2006.